# Sergio Vittor
Sergio Javier Vittor (La Plata, 9 giugno 1989) è un calciatore argentino, difensore del Banfield.

## Caratteristiche tecniche
È un difensore centrale che può essere schierato come mediano.

## Palmarès
- Supercoppa di Slovacchia: 1

Žilina: 2010